# Пугач далекосхідний
Пугач далекосхідний (Bubo blakistoni) — птах родини Совові (Strigidae).
Довжина тіла близько 70 см, розмах крил — 190 см, вага — 4 кг. Оперення охристо-буре з темними подовжніми і поперечними плямами. Пальці неоперені. 
Птах рідкісний по всьому ареалу поширення, що охоплює схід Росії від Магадану до Примор'я, Сахалін і південь Курильських островів, а також Японію і північний схід Китаю.
Живе осіло, дуже скритно, парами або поодинці в прибережних чагарниках на швидких багатих рибою річках. Багато пересувається пішки по мілинах і мілководді. Гніздування не вивчене. Основну їжу складає риба, яку він ловить на мілководих перекатах, забрідаючи у воду.